# اجراپذیر
اجراپذیر (به انگلیسی: Executable) در رایانش، به دسته‌ای از پرونده‌ها گفته می‌شود که باعث می‌شوند رایانه وظیفهٔ معینی را بر پایهٔ مجموعه دستورالعملهای کُدبندی‌شده اجرا کند. این دسته از پرونده‌ها در برابر پرونده‌های دادهای مطرح می‌شوند که باید پیش از اجرا توسط یک برنامهٔ تجزیه‌کننده تحلیل شوند تا معنی داشته باشند. دستورالعمل‌های درون پروندهٔ اجراپذیر به طور سنتی به زبان ماشین و برای واحد پردازش مرکزی نوشته شده‌اند. اما به طور کلی‌تر هر پرونده‌ای که حاوی دستورالعمل برای یک مفسر نرم‌افزاری باشد (مانند بایت‌کد) را نیز می‌توان اجراپذیر دانست؛ با این تعبیر حتی در زبان‌های پردازه‌نویسی پروندهٔ منبع را نیز می‌توان اجراپذیر دانست.